# موريس غودن (سياسي)
موريس غودن هو سياسي كندي، ولد في 21 أكتوبر 1932. نشط حزبياً في الكتلة الكيبيكية. وقد انتخب عضو مجلس العموم الكندي عن دائرة شاتوغواي ‏ وقد انضم خلال فترته النيابية ‏ للكتلة البرلمانية الكتلة الكيبيكية.